# Calle del Escultor Marinas
La calle del Escultor Marinas es una vía pública de la ciudad española de Segovia.

## Descripción
La vía nace de la avenida del Acueducto y discurre, paralela a la calle de los Coches, hasta llegar a la del Roble, donde conecta con la de Santo Tomás. Se conoció en su momento como «calle de Caballeros» por albergar las casas solariegas de Día Sanz y Fernán García, pero con el título actual honra al escultor Aniceto Marinas, que nació en la propia vía en 1866. Aparece descrita en Las calles de Segovia (1918) de Mariano Sáez y Romero con las siguientes palabras:

Escultor Marinas.—Tiene su entrada por la calle de Carretas y salida a la del Roble. Es homenaje al ilustre escultor, gloria de España, D. Aniceto Marinas, nacido en esta calle en 1866. [...] Se llamó antes la calle de Caballeros, por haber tenido en ella sus casas solariegas los capitanes segovianos Día Sanz y Fernán García, conquistadores de Madrid, y existían en tiempo de Colmenares las casas de estos campeones, con sus blasones y escudos nobiliarios. La nobleza segoviana de aquella época, que vivía en los arrabales, pasó después a establecerse en el interior de la Ciudad. Los caballeros conquistadores de Madrid, parece que fueron primitivamente sepultados en la iglesia de San Millán, luego yacieron en San Juan de los Caballeros, hasta que fueron trasladados sus restos al monasterio del Parral. La calle de Marinas, en dirección al Paseo del Conde de Sepúlveda y Estación, tiene en su comienzo una fábrica de cueros, antes de papel, y salvo alguna de ellas son sus casas viviendas de gente obrera.
(Sáez y Romero, 1918, pp. 70-71)